# Kiết trục
Kiết trục hay cói túi tàu (danh pháp khoa học: Carex scaposa) là một loài thực vật có hoa trong họ Cói. Loài này được C.B.Clarke mô tả khoa học đầu tiên năm 1887.